# 屠岸
屠岸（1923年11月22日—2017年12月16日），原名蒋壁厚，笔名叔牟、屠岸，绰号尤里卡，男，江苏常州人，中国当代诗人、翻译家，人民文学出版社原总编辑。曾任《戏剧报》编辑、编辑部主任，中国戏剧家协会研究室副主任，人民文学出版社现代文学编辑室副主任、主任及副总编、总编、专家委员会副主任，编审等职务。中国作家协会第四届理事，中国作家协会名誉委员。

## 生平
1923年11月22日，屠岸出生于江苏省常州市文笔塔下的一个书香世家。
小学一年级，屠岸在女西校度过。二年级，转入冠英小学（觅渡桥小学前身），一直读到毕业。小学三年级时，母亲亲自教授他中国古典文化，培养了他一生爱好诗歌的感情传统。
1941年开始发表诗歌。1946年肄业于上海交通大学。
1956年加入中国作家协会。
1969年，文化大革命初期，军宣队宣布，屠岸必须在国庆前夕离开北京下放，屠岸下放到河北省怀来县沙城土木乡。
1969年深秋，屠岸从土木乡搬迁到宋家营。
1970年元旦后，剧协又一次迁移，转到河北省宝坻县，分住在几个村里。屠岸分配到北清沟。屠岸和妻子的书籍都被没收，但是他依然在心中默念无字之书。
1970年9月，干校再次迁移，屠岸从宝坻搬到静海县的团泊洼。
1972年，“斗私批修”，屠岸做了两次思想检查，最终通过，恢复了中国共产党的组织生活。从1969年4月初步解放，到1972年7月才彻底解放。
1973年1月接到通知：屠岸的妻子妙英到出版口（后来发展成新闻出版总署）工作，屠岸分配到了人民文学出版社工作。
2017年12月16日下午5时，屠岸在北京市逝世，享年94岁。

## 主要作品
- 《屠岸十四行诗》
- 《哑歌人的自白》

## 奖项荣誉
英国诗人济慈一生只活了25岁，因为22岁得了肺结核，屠岸也在22岁得了肺结核，这在当时是可怕的病，屠岸把济慈当做异国异代的冥中知己，似乎穿越了时空在生命和诗情上相遇。晚年的屠岸花了3年时间，译成《济慈诗选》，1997年由中国人民文学出版社出版，并且获得了第二届鲁迅文学奖翻译奖。

## 家庭
- 大舅公：屠寄（大学者，编著了史书《蒙兀儿史记》）
- 大舅：屠元博（一代名士，著名的常州中学创办人，曾在北京担任过中华民国国会议员）
- 妻子：妙英

## 评价
- 诗评家杨匡汉称“《屠岸十四行诗》的问世，标志着又一位中国十四行诗人的成热”。[1]
- 文艺评论家李元洛对屠岸的诗大加称道，称“屠岸是一位具有自己的风格的诗人，他的风格整体美学特色可以用‘高雅典丽’一语来概括”。[1]